# ほたるの星
『ほたるの星』（ほたるのほし）は、宗田理原作の日本映画である。本項では、映画版について記述する。

## ストーリー
小学校時代の恩師にあこがれて教員を志した三輪元は、何度も教員採用試験を受けては落ち、ようやく念願だった教員に採用され山口県の小学校に赴任する。そこでは複雑な家庭環境で心を閉ざした少女、星比加里と出会い、ふとしたことでクラスでホタルを飼育することになる。ホタルを飼育することによって比加里も心を開いていくようになるが、ホタルを放流する川で護岸工事が行われることとなり、危うくなる。
1997年当時、防府市立華浦小学校の教諭だった瀧口稔がクラスの児童たちと一緒にホタルを蘇らせた実話を元にしている。

## 登場人物
- 三輪 元 - 小澤征悦（少年時代：山倉憲二）
- 星 比加里 - 菅谷梨沙子（Berryz工房）
- 七海先生 - 山本未來
- 比加里の母 - 余貴美子
- 柏原 あやめ - 森公美子
- 羽毛田教頭 - 北見敏之
- 草尾先生 - 小柳友貴美
- 五郎丸先生 - 下元史朗
- 小倉 - 笹野高史
- 柏原 大介 - 浅田拓哉
- 河野 愛 - 熊井友理奈（Berryz工房）
- 佐野 絵里子 - 岡井千聖（ハロー!プロジェクト・キッズ）
- 菊池 雄大 - 藤江竜大
- 大和江 拓哉 - 矢野宏樹
- 渡辺 秀雄 - 榮島隆介
- 田中 伝吉 - 八名信夫
- 棚田の安蔵 - 佐藤允
- 棚田の節子 - 絵沢萠子
- 橋本校長 - 樹木希林
- 伊藤のおばあちゃん - 中原ひとみ
- 瀧口先生 - 役所広司

## スタッフ
- 監督・脚色：菅原浩志
- プロデューサー：作間清子
- 原作：宗田理
- 撮影：上野彰吾
- 照明：鳥越正夫
- 音楽：ナカニシハセオ
- 録音：瀬川徹夫
- 編集：板垣恵一
- 音響効果：倉橋静男
- 衣装（デザイン）：小川久美子
- 助監督：桑原昌英
- スクリプター：松橋章子
- スチール：仲村たけし
- 日解：小澤秀高
- その他：角川歴彦、山崎直樹、松田康史、小林優子、安斎みき子、竹岡実、宇津野裕行、篠田学、進威志、吉野和則、瀧澤栄、松浦亜弥

## 主題歌
- 松浦亜弥「初恋」

## 劇中歌
- 相田翔子　Produced by つんく♂「ほたる列車」